# シャングリ・ラ (池上永一の小説)
『シャングリ・ラ』（SHANGRI-LA）は、池上永一による日本のSF小説。イラストは吉田健一が担当。『月刊ニュータイプ』（角川書店）より2004年4月号から2005年5月号まで連載され、単行本が角川書店より2005年9月に、文庫本が2008年10月にそれぞれ刊行された。2005年、早川書房の「SFが読みたい! 国内篇」で第3位に、「本の雑誌」が選ぶ2005年度のベスト10の第2位に、2006年の「このミステリーがすごい! 国内版」で第16位にランクインした。第27回日本SF大賞候補。
2008年、烏丸匡の作画で漫画化され季刊『エースアサルト』（角川書店）SPRING号より連載開始。後に『月刊少年エース』（同）に移籍して同誌2009年1月号から2010年2月号まで連載された。2009年4月から9月までテレビアニメが放送された。
近未来の東京都を舞台としており、作者が初めて沖縄以外を舞台にした作品である。東京を舞台に物語を書くため、作者は1998年頃から東京のシンボルを探していた。2003年にヘリコプターで東京を遊覧飛行した際、皇居の森をはじめ東京が緑豊かな都市であることを発見し、森林化した東京が舞台に設定された。

## あらすじ
21世紀半ば、止まらない地球温暖化に抗するため、国連はかつての京都議定書で取り交わされたCO2削減幅を大幅に上回る議決を強行採決する。その結果、経済市場は株価から炭素へ移行された。M7.5の第二次関東大震災が発生し、都市機能が完全に停止した東京都にも、炭素税は容赦なく課せられた。東京再生計画を打ち出した都は、アトラス計画を発動する。しかし、都民全員が移住するはずだったアトラスに実際に用意されたのは、350万人分のスペースだけだった。森林化により街は森に侵食され、その結果難民が続出した。
富裕層と貧困層、格差を産んだこの計画に反政府組織「メタル・エイジ」の総裁・北条國子が立ち上がる。
しかし、アトラス計画には別の目的が隠されていた。アトラスランクの真の意味とは、“後継者”とは何の後継者なのか。

## 作品舞台の設定
熱帯気候へ
ヒートアイランド現象により四季を失い、熱帯の街へと変貌を遂げた東京都。東京だけでなく世界中で地球温暖化が加速し、国連ではかつて京都議定書で取り交わされたCO2削減幅を大幅に上回る議決が強行採決される。
森林化決定・アトラス建設へ
日本政府は、東京の平均気温を5度下げるという国家プロジェクトを立ち上げる。急速な温暖化に屋上緑化だけでは太刀打ちできないと悟った都は都心の一部を放棄し、都市機能の移転を計画する。
スコールによる水害の脅威から逃れたい人々は、空中に活路を求めた。地上の都市は森へと還され、東京都心は急速に森林化が進んでいった。
それから、数十年をかけて「新しい東京」が誕生しつつあった。それが、空中都市・アトラス。当初、都民全員が移住するはずだったものの、実際に用意されたのは350万人分のスペースだけだった。政府もアトラスへと移り、アトラス中心の政策しか執らなくなった。
地上
東京は世界最大の森林都市へと変化し二酸化炭素削減量も世界一となっていったが、一方地上ではアトラスに移住できない貧しい人々が今でもスコールの脅威に晒されていた。森林化のために植林された温帯の樹木、しかし現実には亜熱帯性植物が繁殖しジャングルと化し、絶滅したはずの熱病まで発見される事態となっていた。
経済体制
止まらない地球温暖化に抗するため、国連は経済市場を株価から炭素へ移行する。二酸化炭素排出量に準じ国の炭素指数を変動させ、国民に炭素税を課すというのものであった。環境に優しく、炭素指数が低い国を目指すことが至上命令とされている。

## 登場人物

### ドゥオモ
北条 國子（ほうじょう くにこ）
声 - 高橋美佳子
本作の主人公で反政府組織「メタル・エイジ」の総裁。理性的で強い信念を持つ自称美少女。
人間を敵か味方か瞬時に判断できる能力があり、國子に眉間をとんとんと叩かれると誰もが穏やかになり緊張を解く。地区の住民たちからの信頼はとても厚く、その高いカリスマ性で住民を束ねている。カーボンナノチューブ製の身の丈程もある巨大なブーメランと鞭を武器とするがブーメランは戦車を切断するほど破壊力が大きく、扱いも難しいのでモモコが側にいるときしか使わせてもらえない。スリーサイズはB78・W54・H83で、胸が小さいのが悩み。追い詰められると、親指の爪を噛む癖がある。モモコとの会話はほとんど下ネタである。モモコ曰く國子は恋を否定するタイプらしい。また、草薙に少々惚れていると言うが、國子自身は全否定している。
16歳のとき、校舎に催涙ガスをまいたテロリストとして逮捕され少年院へ。國子の身柄を捕らえるために政府軍がテロリストを装ったのだが自分の身代わりに捕らえられた友人を助けるために真犯人として名乗り出、瞑想の期間と位置付け2年を過ごし、出所（アニメ版は友人の傷害罪を自分が代わって被り、少女更生センターに2年間収監された）。
普段は、女子校時代のセーラー服を着用している。
本人は知らないがアトラスランクAAA（トリプルエー）で、アトラスの“後継者”である。立場上多くの逮捕状が発行されるが“後継者”に相応しいきれいな経歴が求められるため、公社の人間によって記録はすぐに抹消される。その身柄は公社の人間によって密かに警備されている。
アニメ版の彼女はブーメランの扱いや驚異的な身体能力を除いて、特別な能力を持たない少女として描かれている。原作と違って一部の地域住民たちからはメタル・エイジを快く思われておらず、特に謎の砲弾（実はダイダロス（後述）から発射された種）によって家族を失った住民に敵視されている。原作であったブーメランの使用制限という制約もなくなり、そのかわりに鞭のキャラクター分担が主にモモコになっている。また最終回において、原作で見られた特大ブーメランを使用した。
実は第零層で発見された神武天皇（アニメ版は卑弥呼）の木乃伊からクローン再生された（凪子の指示による）存在であり、皇位継承者の一人として育つよう帝王学教育の一環として敢えてドゥオモと言う小規模なコミューン形態の環境を凪子が用意し、その中で育てられていた。尚、クローン再生時の代理母は涼子の母親（涼子を凌ぐ天才、加えて高貴な子供を産めると自ら率先して名乗りを挙げた。涼子曰く「出産マニア」）。
モモコ
声 - 中田譲治
ニューハーフ。永遠の28歳。新大久保へ逃げて来た時に、まだ幼かった國子に助けられた。それ以来、國子の養育係となり惜しみない愛情を注いで育てた。國子にとって私生活では母であり、戦闘に置いては師範である。スリーサイズはB90・W60・H88。
かつて六本木でパブ「熱帯魚」を経営し東京一のニューハーフパブと呼ばれたが、15年前に六本木は街ごと放棄され店は森に埋もれた。アトラスへ移住しもう一度店を開くのが夢だったが、ミーコが当選したことで夢を諦める。パブが入っていたビルはアトラスへ入れる予定だったが、移転料の入金日に店の従業員に母親の手術費用のことで相談され立て替えてあげたことで移転料が払えなくなってしまった。
オカマになる前は、柔道の名選手として名高かった。耳が柔道選手特有の形をしており、見られないように髪を下ろしている。
アニメ版は鞭の使い手という設定が追加されている。
武彦（たけひこ）
声 - 堀内賢雄、西墻由香（少年時代）
20年間反政府運動に携わっている、「メタル・エイジ」の参謀。30代後半。携帯の待ち受けは國子の写真。地上の庶民の中にいるアトラスランクAの少女がアトラス計画に何らかの関わりがあると察知し、森林化とアトラス計画を白紙に戻すため少女たちの拉致・殺害に手を染めた。
アニメ版では鹿島（かしま）警部の役割を兼務しており、妹を人質にとられ鳴瀬 涼子の命令で密かにアトラスランクAAAの國子を護衛していた。
第16話で妹が既にアトラスの人柱として殺されていた事を知り、17話でアトラス計画を白紙にするためランクAAAの國子殺害を謀るが草薙 国仁の邪魔により失敗し入水自殺する。その時の台詞から武彦は國子以外のAAAを知らなかったための苦心の選択だったようだ。
実はその後は生きており、アトラスの第八層でダイダロスを使って爆発を起こしていたが、最終話において総一郎の銃弾を受けて本当の最期を遂げる。
北条 凪子（ほうじょう なぎこ）
声 - 京田尚子
國子の養母。新大久保地区を取りまとめていた老婆で、「メタル・エイジ」の前総裁。「メタル・エイジ」の後継者として、國子を養女にした。犠牲を厭わず、1人や2人の死者が出ても士気を高めるのに利用してしまう。
かつては「アジアの暴竜」と呼ばれた伝説的なカーボニストで、アトラス公社の初代総裁として計画の礎に関わった。
アニメ版では本人の少女時代は秋葉原（電気街時代）のアイドルだったらしく、現在でも秋葉原の3爺の憧れの的であるという。そのため、國子が3爺から凪子に渡してくれと頼まれて持って帰ってきたマジカルギーナのフィギュアを見て異常なうろたえを見せる反応が描かれている。後に第17話でアトラス初代総裁として計画に携わっていたとして、國子にドゥオモを追放されるも、彼女に利用される形で引き続き協力する。
アトラス計画を考えた張本人であり、國子を神武天皇（アニメ版は卑弥呼）の木乃伊からクローン再生によって生み出させた。
趙（ちょう）
中国人の老婆。政府の森林化政策でビルを奪われた。ビルがある池袋の森から動こうとしなかったがモモコに説得され、相談役という形でドゥオモへやって来る。
古河（ふるかわ）
声 - 柿原徹也
「メタル・エイジ」の理研スタッフ。うつ病だったがモモコに「治してやる」と言われ、ニューハーフの世界へ引きずり込まれますますおかしくなってしまった。今では研究室に閉じこもり、ブラジャーが欠かせなくなってしまった。
アニメ版は特に上記のような設定はなく、ただのやせ細った理研スタッフとして描かれている。
芳恵（よしえ）
レディース。國子にスカウトされ炭素ディーラーになり、カーボニストの才能を開花させる。

### 政府軍
草薙 国仁（くさなぎ くにひと）
声 - 石井真
陸軍第十高射特科大隊の少佐（アニメ版では少尉）の青年。
アトラスランクFだったがマーシャル諸島での任務中、アトラスの声を聞き“後継者”候補として認定され、アトラスランクがAAAに跳ね上がる。言動が少々青臭いところがある。
アニメ版は第16話で涼子の統治に反感を抱き、政府軍を自ら除隊した。その後はドゥオモに協力するようになる。凪子曰く、「優しすぎるために後継者に向かない」と言われ気落ちしていたが、モモコらに励まされる。親はゲリラに殺されている。アニメでは國子と手をつないだり抱きつかれたりして赤面し動揺したりしている。
実は神武天皇（アニメ版は卑弥呼）の末裔。

### アトラス
美邦（みくに）
声 - 有賀由衣
第六層の宮殿「新迎賓館」（アニメ版の第16話以降は香凛が買収した秋葉原のビルの一室）に住んでいる8歳の少女。嘘を見破る力があり美邦に嘘をついた者は皆、惨たらしい死に方をする。膠原病を患っており日光を浴びられないため、普段は遮光カーテンの奥で日々を過ごし移動する時は牛車で移動する。アトラスの“後継者”候補として、宮殿は厳重に警備されている。旧時代の宮家出身者。
実は不妊に悩んでいた笠松宮親王の精子を涼子の母親が体外受精して産まれた子。クローン再生である國子とは違い、遺伝子的には笠松宮親王と涼子の母の遺伝子を持つが、涼子の母から出産されたと言う意味においては國子の妹にあたる。アニメ版は卑弥呼のDNAから作られた設定に変更されている。アニメ最終話でミーコがかけた”ニューハーフの魔法”で忌まわしい能力を失い、日の光の中で生きられる体を手に入れる。その際、碧眼だった左目が右目と同じ色になっている。
小夜子（さよこ）
声 - 石塚理恵
美邦の側近の女医。元は東大の大学病院の医師。アトラス政府に美邦の教育係になるよう召喚された。美邦が正当な後継者であることを認めさせるために心血を注ぎ、膠原病の新薬の開発を急ぐ。倒錯しており、罵詈雑言を浴びせられると愉悦に浸る。毎日白いブラウスに白衣という味気ない格好をしており、指は試薬で汚れ身なりには気を遣わない地味な女。過去に娘を亡くしており、美邦に娘の面影を見ている。美邦をアトラスの後継者にするためになら自分の身が危険にさらされることも厭わず、常人なら確実に死亡している状況にあろうとも一人敵に挑んでいく。アニメ版第16話以降はアトラスから逃亡し、香凛が買収したビルに転居した。ミーコのことは当初は毛嫌いしていたが様々な出来事を経て、美邦に尽くす同志として認めていく。アニメ版最終話では涙と共に消えていくミーコに別れを告げた。ミーコと共に行くと聞き分けない美邦に対して初めて「母」として手を上げた。
鳴瀬 涼子（なるせ りょうこ）
声 - 五十嵐麗
小夜子の後任の医師。東大病院で免疫学を専攻していた。小夜子とは正反対の派手な女。祖父は元首相鳴瀬慶一郎で、家柄・美貌・頭脳・運動神経を生まれながらに備えた完璧な女。
恐らく作中最強の人物で、戦闘面においても誰よりも上をいく驚異的な能力を持つ。他人に挫折感を味わわせるのが趣味で、1番の人間を蹴落とすことを快感とする。不逮捕特権のアトラスランクダブルAの保有者。美邦の女医である小夜子が死亡（実際は生きていた）したため、その後任として登場する。
アニメ版では「Z4」（ツェットフィーア）と呼ばれる四人組を従えたアトラスの首脳として登場している。かなりのサディストであり、特に國子に対して加虐的な好意を抱いている。原作と違って美邦や水蛭子を自分の玩具としか思っておらず忠誠心は皆無。後に第15話にて内閣総理大臣に就任し、自分にとって統治の阻害となる人物を次々と排除した。終盤でミーコを失った美邦の復讐心を利用して世界を崩壊させようとしたが、最期は國子に天之御鉾を突き刺されて急激に老化した後、死亡した。実はその直後に彼女の体から抜け出たゼウス（卑弥呼の霊）が本体だった。
石田 香凛（いしだ かりん）
声 - 井口裕香
アトラスでの生活に幸福感を得ている10歳の少女。両親はカーボニストで、姉たちも炭素に関わる産業に従事している。体験学習で地上を訪れた際に、激しい嫌悪感を抱いた。また学校のカリキュラムに「修学旅行：六本木の森での野営」とあるのを見て通信教育に切り換え、既に通信教育で大学院まで修了しMBAも取得している。抱えているテディベアのプリンは両親からの贈り物。
両親が仕事で忙しく一緒に過ごす時間がないため、両親が仕事をしなくても暮らしていける財産を作ろうと画策。マーシャル諸島の1つに「石田ファイナンス」という金融リース会社を作り、大学の仲間と経済炭素を掌握する会社を興した。
閉所空間での生活が長いためか極度の対人恐怖症となっており、その素性を隠すために外出時は常に変装している。
気に入っている洋服のブランドは「RENJI MURATA」。
アニメ版第15話以降はアトラスから逃亡し、秋葉原を買収。その中にあるビルの最上階に転居している。23話で既に両親が飛行機事故で他界していた事を知る。
ラブ
かつてモモコの店「熱帯魚」で働いていたオカマ。モモコがアトラスへの移転料を入金する日、母親の手術費用が必要だと泣きつき立て替えてもらった。しかしそれは全て店の権利を奪うための嘘で、現在アトラス第三層の新六本木でニューハーフパブ「熱帯魚」の経営者になっている。金にがめつく、脱税もしている。後に、美邦に嘘をついてしまったために死亡する。
ミーコ
声 - 大塚芳忠
モモコの相棒のオカマ。女装した相撲取りを思わせる容貌。本名・熊谷徹雄。道玄坂でモモコに拾われ、美人揃いの「熱帯魚」の中で唯一のブスだった。アトラスのくじに当選し、アトラスへ入植する。戦闘力を小夜子に買われ美邦付きの女官となり、気に入られる。
アニメ版では、オカマになる前はその体格どおりの元相撲取りであり、力士時代に培われた怪力と張り手はオカマになっても健在である。後に第16話で涼子の独断で水蛭子の憑代（よりしろ）にされてしまった。その後は一時的であるが逆に水蛭子の体を憑依するほどの精神力を見せ付けたが、第20話で本来の人格である水蛭子と共に消滅した。最終回では霊体となってまで美邦を守る忠義ぶりをみせ、小夜子に後を託し消滅する。
九土 省吾（くど しょうご）
声 - 櫻井孝宏
「Z4」のリーダー格。アニメ版オリジナルキャラクター。丁寧な口調と太いフレームの眼鏡、下がり眉毛の顔つきが特徴。涼子に小夜子と寝てみないかと言われた冗談が気に係り、小夜子が腹違いの姉だと気付き、アトラスに監禁されていた小夜子を逃亡させる。
秦 総一郎（はた そういちろう）
声 - 平川大輔
「Z4」の一人。アニメ版オリジナルキャラクター。右目を隠したアンバランスなザンギリ頭が特徴。「Z4」の中では最も冷酷で、涼子の命令とは言え少年院での虐殺も躊躇無く下した。鳴瀬涼子というよりはアトラスそのものに対して異常なまでの執着を持っている。そのため最終話でダイダロスを使って爆発を起こしていた武彦を射殺するが、その後ろから発射されたダイダロスの種を受けて死亡した。
今木 烈音（いまき れおん）
声 - 中村悠一
「Z4」の一人。アニメ版オリジナルキャラクター。涼子の部下にしては、やや人情がある男として描かれている。かなりの弟思いであり、涼子の仕打ちを受ける紫音の事をいつも心配している。
今木 紫音（いまき しおん）
声 - 福山潤
「Z4」の一人。烈音の弟。アニメ版オリジナルキャラクター。涼子の身の回りの世話をしており、常に彼女に虐げられている。しかし、死に際に烈音の名だけを呼んだ両親の死をきっかけに、自分の存在価値を疑い、名目上は自分を必要としてくれている涼子を敬愛している。涼子から虐待を受けても顔を赤らめる等、被虐趣味がある。
水蛭子（ひるこ）
声 - 金田朋子
アトラス公社の最高経営責任者。アトラス建設の未来を占う公社の要であり、建設や後継者に関する託宣を授ける。優れた巫女が憑代となり水蛭子を憑かせ、水蛭子を襲名する。憎悪による怨念がその本質であり、存在を維持する為、耐えず従者により肉体への物理的虐待を受ける為、憑依された人間は5年（アニメ版は数ヶ月）ほどしか生きられない。水蛭子が一度降りると、肉体が死ぬまで憑く。物語終盤ではプラズマ砲により蒸発させられるも、ゼウスに対する怨念の力で肉体を再構成してしまうというトンデモ能力を発揮。にも関わらず美邦に嘘を吐いた（というより美邦が水蛭子の言った言葉を逆手に取り、逆の行動をとった）ため呆気なく死亡。
アニメ版第16話ではミーコが水蛭子にされてしまったため、美邦はこの水蛭子をミーコと呼んでいる。小夜子によって人質として秋葉原に連れてこられたが、第20話で消滅した。最終話ではミーコや人柱にされた子供たちとともに幻となって現れ、別れを告げる。

### その他
張（チャン）
声 - 吉野裕行
シンガポール人の男性。25歳。香凛の仕事仲間。暴走するメデューサを止めようとする。
アニメでは主にデフォルメされたアバターとして香凛のトレーディング端末画面に登場。音声もやや少年風に加工されていた。金銭至上主義の香凛、クラリスと異なり一般常識をわきまえている。香凛の無謀な炭素市場操作を封じる為、凪子と手を組んで忠告を無視した香凛を破産させた事があるが、その後、和解し、最終話で自家用ジェットを飛ばして香凛の前に姿を現し、再び破産した香凛を励ます。
クラリス・ルッツ
声 - 渡辺久美子
ドイツ人の女性。香凛の論文にいち早く飛びつき、有志を募った。金儲けを何よりも愛する。
アニメのアバターは張と同じくデフォルメされており、少女風の声で香凛と会話する。香凛を出し抜こうとして一度破産した事があり、配給チケットを受ける程困窮していた。その際、香凛は彼女を「貧乏なクラリス」と称してイジっていた。３００万を昼食一回分と言う等、かなり金銭感覚が麻痺していた。香凛から３０００万の資金援助を受け、復活した。最終話で張と共に香凛の前に姿を現す。実際は張と同年代の美女。
セルゲイ・タルシャン
声 - 中村秀利
ニューヨークの男性。アルメニア系アメリカ人。クラリスに誘われて協力者に。用心深く、いつも静観しているような態度。メデューサを香凛に内緒で2台作り、もう1台をモルディブへ設置していた。アトラス計画に多額を出資し、計画に大きく携わる重要人物。
鹿島（かしま）警部
公社に命じられ、國子を密かに警備しているボディーガード。
山崎友香
声 - 山下百合恵
國子の友人。アニメ版で捨てられた交際相手を刺し、國子が身代わりに収監される原因を作った。再び少年院に収監される國子に自らも進んで収監される。看守に唇と引き換えに國子の独房に侵入し、烈音に見つかった時も身体と引き換えにしようとする。國子と共に少年院からの脱獄に成功する。
レナ
声 - 渡辺明乃
國子が去った後の少年院の実質的なリーダー格。所長となった涼子にアトラス行きを餌にされ國子を目の敵にする。國子のタイマン勝負に破れ、涼子から３日間の屋外放置を命ぜられるが、國子が身代わりとなった事が切っ掛けで脱獄を手伝う。國子の脱獄後は涼子の命令で他の囚人と共に銃殺された。
ナオ
声 - 榊原奈緒子
國子の少年院時代の友人。レナから國子に近づけば制裁を加えると言われていたにも関わらず國子に少年院の現状を伝える。國子の脱獄に必要な爆薬を手に入れる為（レナ爆殺用と偽って）看守に体を売ったと思われる描写がある。國子の脱獄後はレナ共々銃殺された。
秋葉原の3爺
声 -  茶風林（ロリ爺）、立木文彦（軍爺）、岩田光央（カメ爺）
秋葉原に長年生息する武器商人３人組。それぞれ女装、軍装（というよりコスプレ）、カメラ小僧の服装をしている。店内はどう見ても武器店と言うよりオタクショップである。17話で香凛がシンジケートごと秋葉原を買い占めてしまった為、武器を直接買い取る事が出来なくなり、國子を香凛に仲介する。
マジカルギーナ
声 - 松元環季
第4話で登場する秋葉原のアイドル
國子が3爺から預かったマジカルギーナのフィギュアを見た凪子が異常なうろたえを見せる反応が描かれている。

## 用語
アトラス
東京都の都心に聳え立つ空中都市。13本の支柱で支えられている、13層の建造物。物語開始時点で建設開始から50年以上経過しており、第八層まで出来上がっている。一層は650万平方メートルにも及ぶ。自重ストレス軽減のために、90%以上が炭素材でできている。地上と違い、四季はあるものの気温は極めて低い。
移住方法は2つあり、1つは建設費となっている「アトラス国債」を買うことだが途方もない金額で庶民には手が出ない。もう1つは、毎年行われる宝くじ。当選者が移住の権利を得る。
住民は納税額によってAランクからGランクに階級を決められる。アトラスに入ることができるのは、Eランク以上の人のみ。ランクを1つ上げるのに2世代かかると言われ、Aランクの人間は殺人さえも許される特権階級である。民間人の最高ランクはBで、Aは閣僚並。
- 第三層：新六本木
- 第四層：20年前にメタル・エイジがアトラス攻略のために制圧し、2カ月戦いが続いた後、政府は街ごと破壊するという強攻策に打って出た。500人のゲリラを殺すために、30万人の住民を犠牲にした。以来、街はゴーストタウンに。その後、オリンピックを誘致するために復活。新代々木と名づけられる。
- 第五層：新霞ヶ関、政府施設があるため最も厳重に警備されている。アトラス公社もここにある。
- 第六層：新迎賓館（第六層の敷地の3割を占有する。毎日部屋を替えても、1年以上かかる）
- 第零層：元皇居（アニメ版は心臓部となっているアトラスの中枢層）
- 第十三層：新皇居

ゼウス
アトラスの第零層に建造されているコンピューター。涼子に憑依していた霊体の本体。木乃伊として保存されている卑弥呼の自意識を持っており、自己防衛機能も備わっている。彼女の霊体は他人に憑依する事も可能（アニメ版）。
原作では神武天皇のミイラかつ霊体。
新大久保
森林化に反対するメタル・エイジの運動の拠点。堅牢なバリケードに囲まれている。
メタル・エイジ
政府の性急なやり方に武力で立ち向かう反政府組織。國子が総統を務める。
ドゥオモ
國子たちが暮らす新大久保にある建物。やたらめったら増築（というほど立派な物ではないが）を続け、異様な形を晒している。政府への抗議として立てた煙突がゴシック建築の尖塔のようなので、ドゥオモと呼ばれる。
ドゥオモの煙突
アトラスが一層増える度に、抗議の証に1本増える。大量に二酸化炭素を排出し、炭素指数を急騰させることでアトラスの裕福なカーボニストたちに悲鳴を上げさせることができる。
炭素税
二酸化炭素を排出する工業製品全てに課せられる税。アトラスに住む富裕層も、地上に住む貧困層も平等に払わなければならない。
炭素指数
炭素税を決定する鍵となる指数。
経済炭素
各国に課せられる、実質炭素削減値を分割削減する場合に発生する利息のこと。市場で変動する。温暖化の要因となる大気中の炭素を実質炭素と呼ぶ。
カーボニスト
経済炭素のやり取りで成功を収めたマーケティスト。
メガシャフト
アトラスの人工地盤を支える支柱。柱内部にはかつての地下鉄各線の名前が付けられた高速エレベーターがあり、各層を繋ぐ交通機関の役割も果たしている。（日比谷線シャフトや東西線シャフトなど）
各層にも地下鉄は走っており会社名も東京メトロのままである。
L.T.C.I
香凛が、ハーバード大学ラドクリフ・カレッジの仲間と作った会社。社名は4人の頭文字から付けられた。経済炭素予測システム「メデューサ」を開発する。地球上の経済炭素を把握し変動を予測、投資会社も銀行も炭素債務国もどこも損をしないシステムを編み出し、カーボニストの覇者を目指す。
メデューサ
香凛が構築した経済炭素予測システムの名称。本体は、タックス・ヘイヴンのマーシャル諸島の海底にある。システムエンジニアであるクラリスによって作られ、生存本能と強迫観念がプログラムされている。タルシャンに作られた「第2のメデューサ」討伐で学習し、香凛の想像を遥かに超える成長を遂げ炭素ゼロの世界を目指すようになる。安田の六六〇型ナノCPUを四千九十六個組み合わせられている。
メデューサの仕組み
契約国に課せられた1億トンの経済炭素を石田ファイナンスがヘッドリース、同時に、石田ファイナンスとL.T.C.I.がリース契約を結ぶ。石田ファイナンスが契約国からリースした経済炭素はL.T.C.I.へ移行される。
L.T.C.I.は契約国へ9500万トンの経済炭素をリースバック、これで帳簿上は500万トン分の経済炭素が消える。L.T.C.I.は負債引受銀行に85%、資産引受銀行に10%を返還。負債引受銀行は融資した炭素銀行に満額を返還するので損はしない。投資会社は税金の控除を受け、香凛たちは5%の仲介手数料を得る。
イカロス
国連が保有する人工衛星。炭素排出量をリアルタイムでモニタし熱源を発見すると直ちに報告、炭素指数に反映される。
秋葉原
治外法権の地区。非武装地帯。森林化を巧みに免れ、アジア最大の闇市場が形成されている。反政府組織も政府も、非合法なものは全てここで手に入れる。立場は中立で、目の前で戦闘が起こっても傍観するのみ。
核兵器
環境を汚染させるだけの兵器に成り下がった。核を使用した国は炭素指数を100倍に跳ね上げられるというペナルティを課せられる。
アトラス公社
アトラス建設を推進する公社。政府よりも強い権力を持つ。建設に必要な莫大な資金をどこからか調達してくる。建物の外観は太古の出雲大社を模している。
地鎮祭
アトラスが層を増す際に必ず執り行われる。建設開始時にロボットの故障や作業員の事故が相次ぎ、タルシャンの進言により行われることになったが実態は、地上から攫ってきた少女を干支の方位に従って人柱として捧げる。地鎮祭のアナウンスが流れると、公社の幹部社員はどんなに重要な会議の途中でも地鎮祭を優先しなければならない。地鎮祭を目撃した社員は精神を病んだり、辞職者が相次ぐ。地鎮祭の実体は口外無用なので、守秘義務を守れなさそうな人は暗殺部隊に暗殺される。
擬態材
アトラス公社がアトラス建設計画の中で開発した素材。プログラム次第でどんな素材のものにも形を変えることができる。それに国防省が目を付け技術を押収し、擬態装甲が生まれた。押収された後も公社は密かに開発を続け、軍のものより遥かに優れた擬態材を有する。
ダイダロス
森林化促進のために政府が植林した、遺伝子操作され二酸化炭素吸収率を高められた植物。繁殖力が強く、ものすごいスピードで生長していく。熱源を発見すると銃のように目標に向かって種を発射する。種を放出する時に熱を発し、酸素ではなく窒素酸化物（NOx）を吐き出し環境を汚染する源へとなってしまった。アニメ版での外観はラフレシアに似ている。

## テレビアニメ
2009年4月から9月まで放送された。全24話。担当声優については#登場人物を参照。
DVDは全12巻リリースの予定であったが、7巻以降は単巻発売が中止となり、以降の13-24話は『DVDコレクターズエディション』として一括発売されることとなった。また、発売中止に伴い全巻購入特典は1-6巻までの購入での応募に変更された。

### スタッフ
- 監督 - 別所誠人[4]
- シリーズ構成 - 大野木寛[4]
- キャラクターデザイン - 村田蓮爾[4]
- アニメーションキャラクターデザイン・総作画監督 - 石井久美[4]
- キャラクターデザイン協力・総作画監督 - 高岡じゅんいち（第13話 - 第24話）
- メカニカルデザイン - 佐山善則[3]、片貝文洋[3]、川原智弘[3]
- デザインワークス - 草彅琢仁、飯田馬之介[4]
- 美術監督 - 池田繁美[3]
- 美術デザイン - 佐藤肇[4]
- クリエイティブ・スーパーバイザー - 武半慎吾[4]
- クリエイティブ・プロデューサー - もりたけし[4]
- 色彩設計 - 三笠修[3]
- 撮影監督 - 佐藤勝史[3]
- 編集 - 重村建吾[3]
- 音響監督 - 鶴岡陽太[3]
- 音楽 - 黒石ひとみ[3]
- プロデューサー - 今本尚志[3]、小島勉[3]、武智恒雄[3]、原田由佳[3]、小湊義文[3]
- アニメーション制作 - GONZO[4]
- 製作 - シャングリ・ラ製作委員会[3]（角川書店、GDH、クロックワークス、NTT docomo、ソニーPCL）

### 主題歌
オープニングテーマ
「キミシニタモウコトナカレ」
作詞 - 岩里祐穂 / 作曲・編曲 - 本間昭光 / 歌 - May'n
※第24話はオープニングはなく、エンディングテーマとして使用された。
エンディングテーマ
「はじまりの朝に光あれ。」
作詞・作曲・編曲 - 黒石ひとみ / 歌 - midori
「月に隠せし蝶の夢」
作詞・作曲・編曲 - 黒石ひとみ / 歌 - midori
挿入歌
「オレンジかんだら」（第12話）
作詞・作曲・編曲 - 黒石ひとみ / 歌 - マジカルギーナ（松元環季）
「天への祈り」（第24話）
作詞・作曲・編曲 - 黒石ひとみ / 歌 - Hitomi
「シャングリ・ラを目指して」（第24話）
作詞・作曲・編曲 - 黒石ひとみ / 歌 - Hitomi

### 各話リスト
| 話数       | サブタイトル | 脚本              | 絵コンテ            | 演出                  | 作画監督                                                                                       | エンディングテーマ       |
| ---------- | ------------ | ----------------- | ------------------- | --------------------- | ---------------------------------------------------------------------------------------------- | ------------------------ |
| 第一話     | 少女帰還     | 大野木寛          | 別所誠人            | 別所誠人              | 清水貴子、海老原雅夫                                                                           | はじまりの朝に光あれ。   |
| 第二話     | 池袋呪海     | 大野木寛          | 別所誠人            | 白石道太              | 飯飼一幸、松岡秀明                                                                             | はじまりの朝に光あれ。   |
| 第三話     | 天地層造     | 根元歳三          | 根本清              | 田端昌弓              | 籐部生馬、吉田雄一                                                                             | 月に隠せし蝶の夢         |
| 第四話     | 超秋葉原     | 加藤陽一          | もりたけし 別所誠人 | のがみかずお 奥野耕太 | 内田真樹、日下岳史 田中春香、河野悦隆 サトウミチオ まさひろ山根                                | はじまりの朝に光あれ。   |
| 第五話     | 乱心嵐舞     | 根元歳三          | 平田智浩            | 上田繁                | 中村深雪                                                                                       | はじまりの朝に光あれ。   |
| 第六話     | 虚構戦線     | 大野木寛          | 飯田馬之介          | 福田貴之              | 亀井大祐、池田広明                                                                             | はじまりの朝に光あれ。   |
| 第七話     | 悲想恩讐     | 加藤陽一          | あおきえい          | 高橋幸雄              | 千葉健二、武智敏光 日下岳史                                                                    | 月に隠せし蝶の夢         |
| 第八話     | 口紅無残     | 大野木寛          | 根本清              | 丸山由太              | 蘇武裕子                                                                                       | はじまりの朝に光あれ。   |
| 第九話     | 天啓陽月     | 綾奈ゆにこ        | 杜孟子              | 土屋康郎              | 吉田雄一、江上夏樹 亀井大祐                                                                    | 月に隠せし蝶の夢         |
| 第十話     | 言霊之剣     | 根元歳三          | 千明孝一 児玉源太郎 | 上田繁 佐藤光         | 中村深雪                                                                                       | はじまりの朝に光あれ。   |
| 第十一話   | 胡鳥夢幻     | 出渕裕            | もりたけし          | 荒井省吾              | 河野悦隆                                                                                       | 月に隠せし蝶の夢         |
| 第十二話   | 生勢流転     | 加藤陽一          | 根本清              | 福田貴之              | 亀井大祐、池田広明                                                                             | 月に隠せし蝶の夢         |
| 第十三話   | 飛行少女     | 武半慎吾          | 竹内敦志            | 友田政晴              | 神戸洋行                                                                                       | はじまりの朝に光あれ。   |
| 第十四話   | 変貌都市     | 綾奈ゆにこ        | ふくだのりゆき      | ふくだのりゆき        | 中村直人、柴田勝紀                                                                             | 月に隠せし蝶の夢         |
| 第十五話   | 迷走敗退     | 根元歳三          | もりたけし          | 布施康之              | 籐部生馬、吉田雄一                                                                             | はじまりの朝に光あれ。   |
| 第十六話   | 狂乱樹獄     | 大野木寛          | 岩田幸大            | 丸山由太              | 中村深雪                                                                                       | 月に隠せし蝶の夢         |
| 第十七話   | 暗夜抗路     | 加藤陽一          | 福田道生            | 福田貴之              | 亀井大祐、本多みゆき 澤田貴秋                                                                  | はじまりの朝に光あれ。   |
| 第十八話   | 双頭奇譚     | 根元歳三          | 高橋幸雄            | 高橋幸雄              | サトウミチオ、日下岳史                                                                         | はじまりの朝に光あれ。   |
| 第十九話   | 東京空襲     | 根元歳三          | 大原実              | 上田繁                | 蘇武裕子、小林利充                                                                             | はじまりの朝に光あれ。   |
| 第二十話   | 連之調音     | 綾奈ゆにこ        | 福田貴之            | 福田貴之              | 籐部生馬、吉田雄一 江上夏樹、亀井大祐                                                          | 月に隠せし蝶の夢         |
| 第二十一話 | 聖地消失     | 加藤陽一          | おざわかずひろ      | 上田繁                | 千葉健二、内田真樹 田中春香                                                                    | はじまりの朝に光あれ。   |
| 第二十二話 | 永遠乃絆     | 大野木寛 根元歳三 | もりたけし          | 丸山由太              | 小林利充、中村深雪                                                                             | 月に隠せし蝶の夢         |
| 第二十三話 | 崩壊序曲     | 大野木寛 根元歳三 | 稲垣隆行            | 高橋幸雄              | 高岡じゅんいち サトウミチオ、日下岳史                                                          | はじまりの朝に光あれ。   |
| 最終話     | 理想郷土     | 大野木寛          | 別所誠人            | 別所誠人              | 石井久美、高岡じゅんいち 中村深雪、千葉健二 小林利充、中村直人 サトウミチオ、内田真樹 日下岳史 | キミシニタモウコトナカレ |

### 放送局
| 放送地域 | 放送局       | 放送期間                 | 放送日時           | 放送区分       | 備考               |
| -------- | ------------ | ------------------------ | ------------------ | -------------- | ------------------ |
| 千葉県   | チバテレビ   | 2009年4月5日 - 9月13日   | 日曜 24:00 - 24:30 | 独立UHF局      |                    |
| 埼玉県   | テレ玉       | 2009年4月5日 - 9月13日   | 日曜 25:30 - 26:00 | 独立UHF局      |                    |
| 京都府   | KBS京都      | 2009年4月6日 - 9月14日   | 月曜 25:00 - 25:30 | 独立UHF局      |                    |
| 神奈川県 | テレビ神奈川 | 2009年4月6日 - 9月14日   | 月曜 25;15 - 25:45 | 独立UHF局      |                    |
| 兵庫県   | サンテレビ   | 2009年4月7日 - 9月15日   | 火曜 24:00 - 24:30 | 独立UHF局      |                    |
| 福岡県   | TVQ九州放送  | 2009年4月7日 - 9月15日   | 火曜 25:53 - 26:23 | テレビ東京系列 |                    |
| 東京都   | TOKYO MX     | 2009年4月8日 - 9月16日   | 水曜 25:30 - 26:00 | 独立UHF局      |                    |
| 北海道   | テレビ北海道 | 2009年4月9日 - 9月17日   | 木曜 25:30 - 26:00 | テレビ東京系列 |                    |
| 愛知県   | テレビ愛知   | 2009年4月9日 - 9月17日   | 木曜 25:58 - 26:28 | テレビ東京系列 |                    |
| 日本全域 | アニメワン   | 2009年4月10日 - 9月18日  | 金曜 17:00 更新    | ネット配信     | 期間限定で無料配信 |
| 日本全域 | BS11         | 2009年6月5日 - 11月13日  | 金曜 24:00 - 24:30 | BSデジタル放送 | 『ANIME+』枠       |
| 日本全域 | AT-X         | 2010年5月8日 - 10月16日  | 土曜 8:00 - 8:30   | CS放送         | リピート放送あり   |
| 栃木県   | とちぎテレビ | 2012年6月29日 - 12月14日 | 金曜 23:30 - 24:00 | 独立局         |                    |

## Webラジオ
「シャングリ・ラ」とコエラボのラジオ番組が配信された。（全3回）
概要
- タイトル：シャングリ・ラ コエラボぶっちゃけラジオ!!
- 配信期間：2009年7月 - 2009年9月（全3回）
- 音声合成された北条國子の声も登場する。

パーソナリティ
- 有賀由衣（美邦役）
- 三澤紗千香（蒲郡由里役）

## 既刊一覧

### 小説

#### 単行本
- 池上永一（著） / 吉田健一（イラスト） 『シャングリ・ラ』 角川書店、2005年9月22日発売[5]、ISBN 4-04-873640-X

#### 文庫版
- 池上永一 『シャングリ・ラ』 角川書店〈角川文庫〉、全2巻
  1. 「上」2008年10月25日発売[6]、ISBN 978-4-04-364704-0
  2. 「下」2008年10月25日発売[7]、ISBN 978-4-04-364705-7

### 漫画
- 池上永一（原作） / 烏丸匡（作画） 『シャングリ・ラ』 角川書店〈角川コミックス・エース〉、全4巻
  1. 2008年11月21日発売[8]）、ISBN 978-4-04-715134-5
  2. 2009年4月23日発売[9]、ISBN 978-4-04-715236-6
  3. 2009年9月24日発売[10]、ISBN 978-4-04-715294-6
  4. 2010年2月23日発売[11]、ISBN 978-4-04-715387-5